# جورج أفريكانوس
جورج جون سكيبيو أفريكانوس (1763- 19 مايو 1834) كان عبدًا سابقًا في غرب أفريقيا وأصبح رائد أعمال ناجحًا في نوتنغهام، إنجلترا.

## السنوات الأولى
الحياة المبكرة لجورج أفريكانوس غامضة وحسبوا سنة ميلاده من شهادة دفنه ربما ولد في عام (1763) ذُكِر في مجلة نوتنغهام في (30 مايو 1834) أنه وُلِد في قرية في سيراليون والتي أصبحت مستعمرة بريطانية في عام (1787).
يُعّتَقَد أنّ جورج وصل إلى إنجلترا في أوائل عام (1766 في 31 مارس 1766) وتم تعميده جورج جون سكيبيو أفريكانوس و وُصِّف بأنَهُ صبي ينتمي إلى بنيامين مولينوكس من مولينوكس هاوس في كنيسة القديس بطرس الجماعية في ولفرهامبتون.
بدأ بينامين مولينوكس في تعليمه عندما كان جورج يبلغ من العمر ثلاث سنوات وبعد وفاة مولينوكس في عام (1772) ورث ابنه الأكبر جورج مولينوكس التركة وتولى مسؤولية تربية الطفل وتعليمه و أثناء نشأته ربما عَمل أفريكانوس كخادم في أسرة عائلة مولينوكس قبل أن يصبح متدرباً ليكون مؤسساً.
كشخص بالغ، انتقل أفريكانوس إلى نوتنغهام وهو مكان مألوف لعائلته بالتبني. جد مولينوكس دارسي مولينوكس (1652-1716) كان يُشغل منصب الشريف الأعلى نوتنغهام شاير في عام (1687) ونائب ملازم نوتنغهام شاير بين عاميّ (1698 و 1702). قام دارسي مولينو بتربية والد جورج مولينو جون (1685-1754) في مانسفيلد نوتنغهام شاير قبل أن يستقر في ولفرهامبتون حوالي عام(1700). جاءت عائلة مولينوكس من تيفيرسال بالقرب من مانسفيلد في مقاطعة نوتنغهام شاير.
ربما أصبح أفريكانوس مهتماً في نوتنغهام بعد زيارته في طريق العودة إلى المنزل من الجنازة. توفي أحد الأقارب في عائلته بالتبني ويليام مولينوكس البارونيت السادس في تيفيرسال بالقرب من مانسفيلد في عام (1781). ربما يكون أفراد عائلة ولفرهامبتون مولينوكس بما في ذلك أفريكانوس قد مروا عبر وسط مدينة نوتنغهام وهي مدينة يقطنها 18000 شخص آنذاك وهي مليئة بالحدائق الجميلة في الهواء الطلق والمناطق المحيطة المبهجة.

## بدء العمل التجاري
انتقل أفريكانوس إلى أبرشية القديس بطرس نوتنغهام في سن 21 حوالي عام (1784) التقى بفتاة محلية إستر شو وتزوجا في (3 أغسطس 1788) في سانت  كنيسة بيتر نوتنغهام. حوالي عام (1793) بدأوا وكالة توظيف سجل الخدم الإفريقي تعمل من منزلهم في 28 تشاندلر لين. إذا لم يكن العمل التجاري يجلب دخلاً كافياً، فربما يكون أفريكانوس قد أدى وظائف أخرى للحصول على الدعم؛ في حين تنص وثيقة سندات الزواج لعام (1793) على أنه كان مؤسس من قبل التجارة، فإن الدلائل التجارية في ذلك الوقت تسرده كنادل وعاملاً أيضا. بعد وفاته في عام (1834) بقيت زوجته إستر في المنزل واستمرت في إدارة أعمال العائلة.
بعد وفاتها في ( 12 مايو 1853) ، ظهر إشعار في مراجعة نوتنغهام  ينص على ما يلي: "الأمس (الخميس) السيدة أفريكانوس البالغة من العمر 85 عاما ولأكثر من ستين عاما مالكةً لمكتب تسجيل الخدم في تشاندلر لين". إذا كان هذا الحساب صحيحاً فإن إستر أدارت مكتب تسجيل الخدم على حارة تشاندلر من عام (1793) على الأقل. اشترى أفريكونس 28 خط  تشاندر والعقارات المجاورة في بلوشيرز يارد مقابل 380 جنيهاً إسترلينياً في (24 أكتوبر 1829).

## الحياة الأسرية
كان لدى أفريكانوس وزوجته سبعة أطفال ولكن واحد فقط عاش حتى سن الرشد في حين أنه لا يوجد أحفاد يحملون لقب عائلة أفريكانوس. استمرت سلالته لبعضٍ من الوقت حيث تزوجت الابنة هانا من صموئيل كروبر ( 1802-1886/7) صانع الساعات في سانت كنيسة ماري  نوتنغهام في عام (1825). كان لديهم ثلاثة أطفال: سارة آن كروبر (1825-1842) وجورج أفريكانوس كروبر (1838-1839) وأستير أفريكانوس كروبر (1840-1911).
تزوجت حفيدة إستر من تشارلز إدوارد تيرنبول في سانت كنيسة ماري نوتنغهام في( 28 سبتمبر1865) لقد عاشوا في شارع بولز كريستا  سانت بانكراس لندن. توفيت إستر عن عمر يناهز 69 عاماً في كينغستون ساري. يشير تعداد عام (1881) إلى أن لديها ثلاثة أطفال: آرثر (14 عاما) وفريدريك (13) ومارغريت هانا (9).
وفقاً للإرادة الأخيرة والوصية لجورج أفريكانوس كان غير راضٍ عن زواج هانا من صموئيل كروبر. عاش هانا وصموئيل كروبر منفصلين لسنوات حتى بعد وفاة جورج أفريكانوس. يظهر تعداد عام (1841) أن هانا وصموئيل كروبر يعيشان في تشاندر لين مع والدتها إستر البالغة من العمر 70 عاما والتي كانت لا تزال تعمل كمالكة لمكتب سجل الخدم في ذلك الوقت.
تشير وصية أفريكانوس أيضا إلى أن حفيدته سارة آن كروبر كانت "متأثرة" بطريقة غير معلنة؛ توفيت عن عمر يناهز 17 عاما لذلك ربما كانت تعاني من مرض خطير.

## مكان الدفن والإرث
ضمن لين جاريسون مدير العائلة والأصدقاء الأفارقة الكاريبيين (AcFF) إدراج أفريكانوس في معرض بلاك بريزنس في قلعة نوتنغهام لعام (1993). في عام (2003) بعد بحث ضمني تم الكشف عن قبر أفريكانوس على الرغم من نقشه البالي في ساحة كنيسة سانت كنيسة ماري نوتنغهام، دفنت زوجته بجانبه و دُفِن أطفالهم في قبر منفصل قريب.
يقرأ شاهد القبر الذي يحمل رثاءً الآن:
في ذكرى جورج أفريكانوس
من توفي في 19 مايو 1834؟
يبلغ من العمر 70 عاماً
أيضاً إستر أفريكانوس، زوجته
من توفي في 12 مايو 1853؟
يبلغ من العمر 81 عاماً
أوه الموت القاسي الذي حصل هنا
أب محب من ابنته يا عزيزي
أيضا والد حنون متراجع عن الحياة
أم محبة وزوجة منتبهه
بينما في هذا العالم ظلوا
كانت أيامهم الأخيرة مليئة بالألم
تم الكشف عن لوحة خضراء تذكارية في ذكرى أفريكانوس "أول رجل أعمال أسود في نولينثام" في سانت درابزين ساحة كنيسة ماري في أبريل (2003) وفي أكتوبر (2014) مكان عمله وإقامته سابقاً 28 تشاندلر لين تم التعرف عليه بلوحة تراثية زرقاء أقامها صندوق مجتمع النوبي جاك.
في 25 مارس (2007) كجزء من الأحداث التي تجري للاحتفال بالذكرى السنوية المائتين لقانون إلغاء تجارة الرقيق أُقيمت خدمة لمدة ساعة في سانت كنيسة ماري الرصيف العالي نوتنغهام في نهايته تم تخصيص حجر تذكاري جديد من قِبل القادة الدينيين أسقف كينغستون (جامايكا) روبرت ريفد طومسون بُشِّرَ في الخدمة في الشهر نفسه أقيم معرض في منزل مجلس نوتنغهام للاحتفال بتحرير الأفارقة وعرض الوثائق والرسوم التوضيحية المتعلقة بحياته في ولفرهامبتون ونوتنغهام.
يحمل رقم 234 اسم ترام نوتنغهام إكسبريس ترانزيت.